# Murat (Cantal)
Murat (en francès i occità) és un municipi francès, situat a la regió d'Alvèrnia-Roine-Alps, al departament de Cantal. El 2021 tenia 1.792 habitants.